# Nati nel 1344
| Questa pagina contiene informazioni ricavate automaticamente dalle voci biografiche con l'ausilio del template Bio e di un bot. L'aggiornamento è periodico e automatico e ricostruisce completamente la pagina. Se manca una persona in questa lista, sei pregato di non aggiungerla, ma accertati piuttosto che la sua voce biografica contenga il template Bio e che i dati anagrafici siano correttamente compilati. Se il template Bio manca, inseriscilo tu stesso o, in alternativa, metti l'avviso {{tmp\|Bio}} che ne segnala la mancanza. Se i dati riportati sono sbagliati, correggi direttamente la voce biografica; le modifiche saranno visibili in questa lista entro pochi giorni. Per chiarimenti vedi il progetto biografie. La lista contiene solo le 15 persone che sono citate nell'enciclopedia e per le quali è stato implementato correttamente il template Bio. Pagina aggiornata al 10 ago 2025. |

- 18 settembre - Maria di Valois, principessa francese († 1404)
- 10 ottobre - Maria Plantageneta, nobile britannica († 1362)
- 7 novembre - Giovanna d'Aragona, principessa spagnola († 1385)
- 8 novembre - Roberto I di Bar, nobile francese († 1411)
- Roberto di Perche, conte francese († 1377)
- Beatrice di Baviera, sovrana tedesca († 1359)
- Margherita di Borbone-Clermont, nobile francese († 1416)
- Azzo X d'Este, condottiero e nobile italiano († 1415)
- Al-Damîrî, giurista e naturalista egiziano († 1405)
- Mainardo III di Tirolo-Gorizia, duca tedesco († 1363)
- Parameswara, sovrano malese († 1413)
- Daniele d'Ungrispach, mercante italiano († 1411)
- Ambrogio Visconti, condottiero italiano († 1373)
- Giovanni I di Borbone-La Marche, conte († 1393)
- Giovanna di Durazzo, duchessa († 1387)